# Alt St. Martin (Düsseldorf)

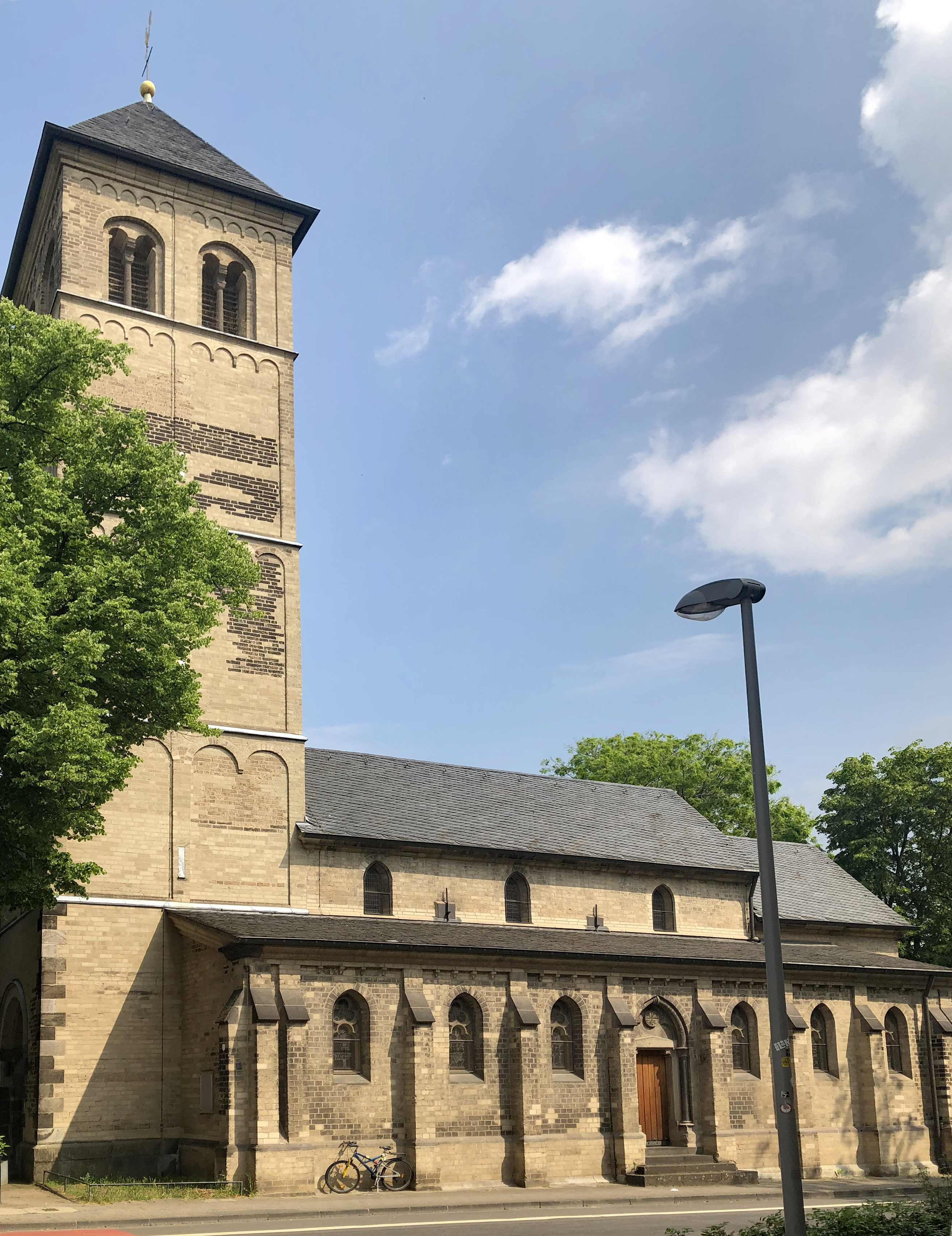
Alt St. Martin an der Bachstraße (2021)

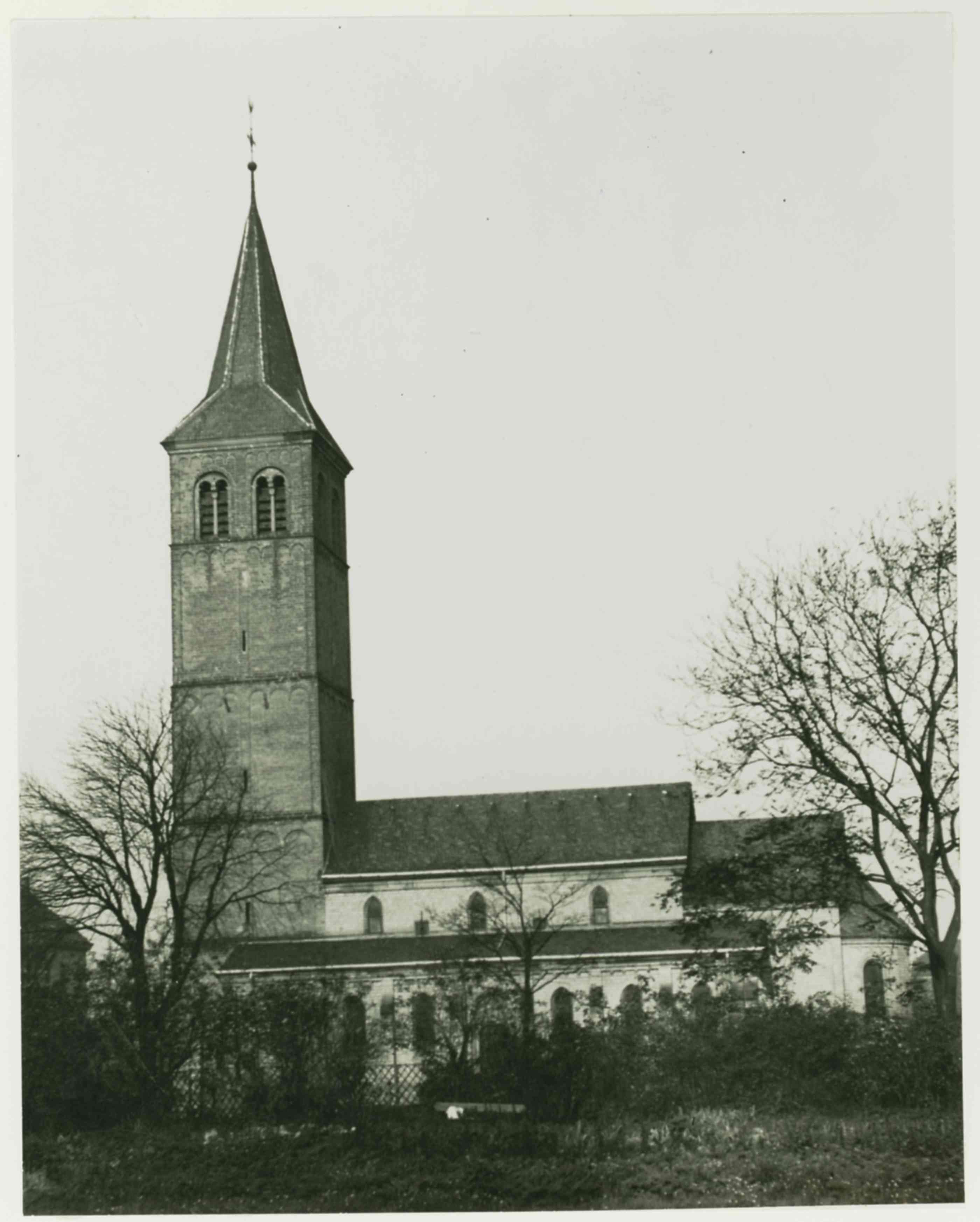
Alt St. Martin (um 1935)

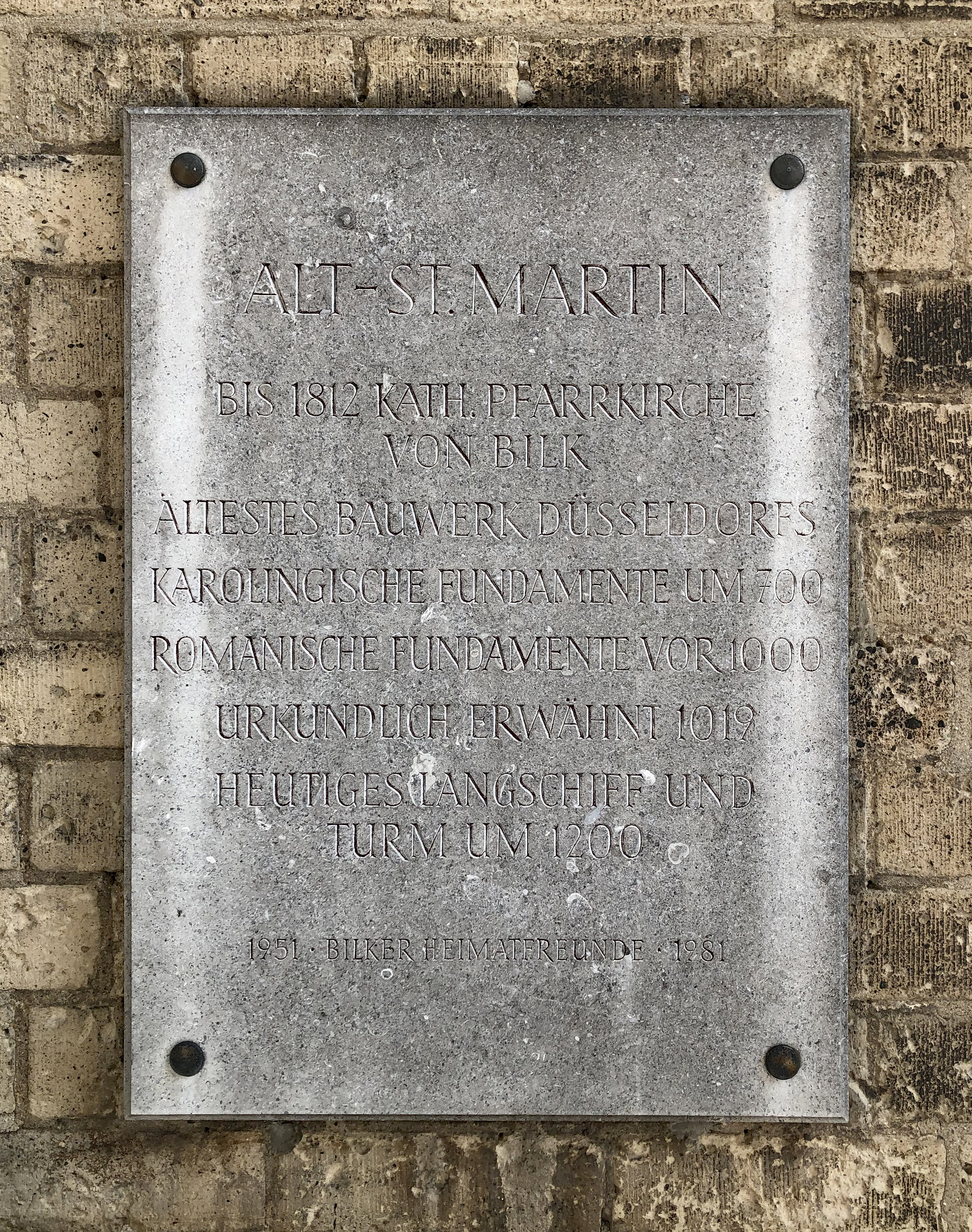
Steintafel an Alt St. Martin (2021)

Die Kirche Alt St. Martin ist die älteste Kirche in Düsseldorf und zugleich das älteste noch erhaltene Bauwerk der Landeshauptstadt. Die Ursprünge der ehemaligen Bilker Pfarrkirche liegen in karolingischer Zeit. Die ursprünglich um das Jahr 700 errichtete und um das Jahr 1000 neu aufgebaute Kirche diente bis 1206 mutmaßlich auch als Pfarrkirche für die damalige Nachbargemeinde Düsseldorf. Im Jahr 1812 verlor Alt St. Martin seine Funktion als Pfarrkirche von Bilk und wurde über ein Jahrhundert nicht mehr als Kirche genutzt. Nach Kriegsschäden und mehreren aufwändigen Restaurierungen feiern heute die katholische Gemeinde St. Bonifatius und die evangelische Lutherkirchengemeinde regelmäßig Gottesdienste in Alt St. Martin.

## Geschichte
Aufgrund von Ausgrabungen kann der Ursprung von Alt St. Martin etwa um das Jahr 700 datiert werden. Es handelte sich um eine Kirche im karolingischen Stil. Sie war eine rechteckige Kapelle aus „Ratinger Schiefer, Grauwacke-Bruchsteinen und Braunkohlequarziten“, die „mit rotem Lehm und ohne Beimischung von Mörtel aufgeschichtet“ war. Sie gilt als eines der ältesten Bauwerke Düsseldorfs.
Der karolingische Bau wurde zwischen 788 und 919 von eingefallenen Sachsen, Normannen oder Magyaren niedergebrannt. Um 1000 wurde an gleicher Stelle eine dreischiffige, flachgedeckte Pfeilerbasilika errichtet, die Überreste des Vorgängerbaus integriert.
Zwischen 1150 und 1200 wurde der fünfstöckige Turm erbaut und die Kirche um eine halbrunde Apsis und einen kleinen rechteckigen Chorraum erweitert. Um 1200 erfolgte dann auch die Einwölbung. Die Seitenschiffe stammen aus dem 15. Jahrhundert und wurden im 17. Jahrhundert in Backstein erneuert. Zu Beginn des 19. Jahrhunderts war die Kirche so baufällig, dass man darüber nachdenken musste, sie aufzugeben. Ab 1812 wurde die nahe gelegene Loretokapelle zur neuen Pfarrkirche und Alt St. Martin wurde als Scheune und Textilmanufaktur genutzt. Vergebens suchte man einen Käufer. Ein Abriss wurde von der Bezirksregierung abgelehnt, da der Turm als weithin sichtbarer Vermessungspunkt diente. Erst Mitte der 1850er-Jahre wurde der historische Wert der Kirche erkannt. Es bildete sich ein Komitee aus Bilker Bürgern, das Mittel für erste Erhaltungsmaßnahmen aufbrachte. Eine gründliche Restaurierung gelang indes erst den Architekten Rincklake und Pickel in den Jahren 1879 bis 1881.
Der Turmhelm stürzte bei einem Orkan im Jahre 1924 ein. Während des Zweiten Weltkrieges wurden wiederum der Turmhelm und das linke Seitenschiff beschädigt. Diese Schäden konnten bis 1951 behoben werden. Eine weitere gründliche Sanierung erfolgte zwischen 1962 und 1974. In dieser Zeit wurde auch die Inneneinrichtung durch die Werke moderner Künstler erweitert.

## Architektur
Alt St. Martin in seiner heutigen Form ist ein schlichter frühromanischer dreischiffiger Bau. Auffällig ist der schlanke, fünfstöckige Turm aus dem frühen 13. Jahrhundert, der von Paul Clemen 1894 als der imposanteste Turm des Bergischen Landes bezeichnet wurde. Von der ursprünglichen Ausstattung der Kirche ist nur noch wenig vorhanden, darunter Fresken aus dem 13. Jahrhundert in der Apsis sowie zwei weitere Fresken, die ursprünglich aus dem Chorraum stammten und heute an den Stirnwänden angebracht sind. Die Bronzetüren am Eingang wurden von dem Künstler Bert Gerresheim gestaltet, Altar und Tabernakel stammen von Heinz Gernot. Die Fenster wurden 1964 von dem Glasmaler Hermann Gottfried geschaffen. Die halbkreisförmige Bleiverglasung oberhalb des Eingangsportals schuf 2006 der Bilker Kunstglaser Uwe Hertel nach Auftrag der Bilker St.-Martins-Kompanie (Bestandteil des St.-Sebastianus-Schützenvereins Düsseldorf-Bilk). Sie zeigt das Stadtwappen der französischen Stadt Tours, in derer Kathedrale der heilige Martin bestattet ist.

## Glocken
Alt St.Martin in Bilk besitzt nur noch eine einzige Läuteglocke. 
| Nr. | Patron     | Nominal | Gussjahr | Gießer                    |
| --- | ---------- | ------- | -------- | ------------------------- |
| 1   | Bonifatius | h¹-1    | 1961     | Petit & Edelbrock Gescher |

## Orgel
Die Orgel wurde 1970 von den Orgelbauern Gebr. Krell (Duderstadt) erbaut. Das Schleifladen-Instrument hat 9 Register auf zwei Manualen und Pedal. Die Spiel- und Registertrakturen sind mechanisch.
| I Hauptwerk C–g3 |               |    |
| 1.               | Rohrflöte     | 8′ |
| 2.               | Prinzipal     | 4′ |
| 3.               | Mixtur III–IV | 1′ |

| II Brustwerk C–g3 |             |    |
| 4.                | Holzgedackt | 8′ |
| 5.                | Gemshorn    | 4′ |
| 6.                | Prinzipal   | 2′ |
| 7.                | Sifflöte    | 1′ |

| Pedal C–f1 |         |     |
| 8.         | Subbass | 16′ |
| 9.         | Pommer  | 4′  |

- Koppeln: II/I, I/P, II/P